# Can Milà de la Roca
Can Milà de la Roca és una masia del municipi de Subirats (Alt Penedès) situada entre Lavern i Sant Pau d'Ordal.

## Descripció
Masia de planta rectangular, modificada per tal de reconvertir-la en dues residències. L'edifici té planta baixa i dos pisos, la façana principal orientada a migdia, amb balcons, finestres de mig punt, dues espitlleres i cantoneres de pedra vista; la resta del parament de les façanes està arrebossat amb guix de color blanc. Als laterals de les façanes les obertures són rectangulars, excepte al pis superior, on es combinen finestres quadrades i rectangulars juntament amb finestres petites de mig punt. La teulada és a dues vessants. La masia resta tancada per un baluard, a la porta del qual es conserva una dovella, d'una reforma del segle xx.

## Història
La masia de Can Milà de la Roca és del segle XVI, tot i que l'edifici que es pot veure actualment respon a una reforma integral feta al segle XVIII. La finca es dedicava a l'explotació agrícola, on s'hi cultivava principalment raïm i una mica de blat, mitjançant el sistema de rabassa. Actualment es dedica al turisme rural. El topònim ve motivat perquè en aquest indret hi ha una zona de roca llisa força singular, de més de tres-cents metres de llargada.
Fou la casa pairal de Joan Casanovas i Maristany (Sant Sadurní d'Anoia, 1890 - Valrans, Llenguadoc, 1942). La nissaga dels Milà es remunta a principis del segle XVI a la parròquia de Sant Pere de Lavern de la Universitat de Subirats, quan hi trobem Nadal Milà de la Roca. Josep Milà va ser el darrer hereu baró amb aquest cognom, ja que es va casar amb Maria Altet de Torrelletes i van tenir una única filla. Amb aquesta pubilla de Can Milà s'hi va casar Pau Casanovas i Pujol a la segona meitat del segle XVIII.